# José Samuel Pereira Lupi
Pour les articles homonymes, voir Lupi.
José Samuel Pereira Lupi, né le 5 mai 1931 à Lisbonne (Portugal) et mort le 8 mars 2022, est un rejoneador portugais.

## Biographie
Issu d'une famille d'éleveurs de chevaux, ce matador équestre a fait son apprentissage aux côtés de João Nuncio et de Francisco Mescarenhas.
Sa présentation en public a lieu en 1947 à Vila Franca de Xira. Son alternative se déroule à Lisbonne où il reçoit le rejón des mains de Nuncio le 16 juin 1963. Le 12 octobre de la même année, il confirme à Madrid. Le 12 avril 1964 il participe à une corrida d'anthologie aux côtés des matadors à pied Miguel Mateo « Miguelín », Efraín Girón et José Martinez  Ahumado « Limeño », devant du bétail de l'élevage Samuel d'Assunçao.
En 1970, il crée les « cavaliers de l'apothéose » un groupe de rejoneadors composé de Álvaro Domecq, Ángel Peralta et Rafael Peralta dont on a fêté les trente ans en 2011 dans les arènes de Méjanes. 1971 est une année record : Pereira fait huit cents prestations.
En même temps il a fondé une ganadería (élevage de taureaux de lidia) qu'il présente le 19 septembre 1971 à Barcelone et qui porte le nom de Société agricole du Rio Frio. Toutefois, le ganadero reste rejoneador, affrontant volontiers les taureaux durs comme celui de Salvador Domecq qui lui a causé à Salamanque une blessure importante en septembre 1972. En France, c'est à Arles qu'il a obtenu le 2 avril 1972 un triomphe au côté des « cavaliers de l'apothéose » (Álvaro Domecq, Ángel Peralta et Rafael Peralta)
Il continue à toréer jusqu'en 1977, année où il met fin à sa carrière. 
Les historiens de la tauromachie lui reconnaissent un sens inné de la lidia, une grande élégance et une dextérité particulière dans ses quiebros où il attaque le taureau de face. Il reste une référence dans l'histoire de la tauromachie à cheval.